# Heimenburg
Die Heimenburg (oder „Hainburg“) ist Ruine einer Höhenburg über der Stadt Hainburg an der Donau in Niederösterreich.
Sie hat ihren Namen der Legende nach von Heimo, dem Mundschenk von Arnulf von Kärnten, der diesen mit dem Bau einer Kirche und einer Burg (ursprünglich im heutigen Bad Deutsch-Altenburg) beauftragte.

## Geschichte
1042 wurde die Vorgänger-Burg in Bad Deutsch-Altenburg vom späteren Kaiser Heinrich III. zerstört. Der Chronist Hermann von Reichenau nannte damals die „Heimenburg (Hainburg) und Brezesburg (Pressburg) sehr volkreiche Städte“. Heinrich III. verfügte jedoch um 1050 auf dem Nürnberger Hoftag, die Heimenburg wieder aufzubauen, jedoch diesmal auf dem Schlossberg im heutigen Hainburg.
Die Burg überwachte den Schiffsverkehr auf der Donau nahe der Grenze zum Königreich Ungarn. Ab 1248 wohnte hier Margarete von Babenberg, die Schwester von Friedrich II., Herzog von Österreich und der Steiermark, und Witwe des römisch-deutschen Königs Heinrich VII. 1252 heiratete sie in der Pankratiuskapelle der Hainburg Ottokar II. Přemysl, König von Böhmen, Markgraf von Mähren. Er wollte sich damit Ansprüche auf das Erbe der Babenberger sichern. Auf ihn gehen die Ausbauarbeiten des Wohnturmes im Jahr 1260 zurück, er hielt sich oft auf der Burg auf. Margarethe zog sich nach ihrer Scheidung 1261 jedoch auf die Burg Krumau am Kamp zurück, wo sie 1266 starb. 1282 gelangte die Hainburg in den Besitz der Habsburger, die sie von Hauptleuten verwalten ließen. Seit der Mitte des 14. Jahrhunderts waren die Burg und die Herrschaft jedoch fast immer an Adelige verpfändet.
1619/20 hielt die Burg drei Belagerungen durch Gábor Bethlen stand. Bei der Zweiten Türkenbelagerung 1683 wurde die Burganlage gestürmt. Damals wurden angeblich 8.432 Bürger der Stadt und Flüchtlinge aus der Umgebung, die hier Schutz gesucht hatten, niedergemetzelt. Zwischen 1629 und 1652 hatten die Bürger von Hainburg die Pfandschaft über die Herrschaft inne. 1703 verkaufte sie Kaiser Leopold I. an den Grafen Johann Jakob von Löwenburg, der sechs Jahre später die Burgkapelle instand setzen ließ.
Nach 1742 trat, bedingt durch die Errichtung des neuen Schlosses am Fuß des Schlossberges, der Verfall der als Wehrbau wertlos gewordenen Burg ein.